# My Prerogative
My Prerogative är en låt av R&B-sångaren Bobby Brown som många artister har gjort en cover av, bland annat popsångerskan Britney Spears.

## Bobby Browns version

### Musikvideo
Musikvideon till Browns inspelning av "My Prerogative" redigerades av Alek Keshishian och börjar med att Brown kör en bil samtidigt som musikanter börjar framföra sången på en scen. Strax därefter, stiger han ner till scenen iklädd en svart overall och ett headset. Han dansar därefter bredvid två kvinnor, varav den ena spelar så kallad 'keytar'. Videon nominerades bland annat till 1989 års MTV Video Music Awards för bästa scenframförande i en video.

## Britney Spears coverversion

### Musikvideo
Musikvideon börjar med att Spears kör med sin bil på en grusväg. Låten stoppas för en stund och hon hoppar med bilden ned i en bassäng. Spears sjunger sedan sittande på bilen i vattnet. I nästa scen är hon i ett rum med sin dåvarande make Kevin Federline. Videon slutar med att hon gifter sig och firar sitt giftermål på en dansklubb. Hela videon är mixad med vissa svart-vita scener av Spears liggande i en säng.
Musikvideon för Spears version regisserades av Jake Nava och blev utnämnd av Rolling Stone som den bästa videon från 2004.

### Listplaceringar
Britneys version av "My Prerogative" sålde globalt 1,1 miljon exemplar, varav 180,000 i USA.
| Charts (2004/2005)                   | Peak Position |
| ------------------------------------ | ------------- |
| Argentina Airplay                    | 6             |
| Australian ARIA Singles Chart        | 7             |
| Österrikiska singellistan            | 7             |
| Belgiska singellistan                | 3             |
| Brasilianska singellistan            | 7             |
| Chilenska singellistan               | 5             |
| Danska singellistan                  | 3             |
| Mega Singlar Topp 100                | 10            |
| Eurochart Hot 100 Singlar            | 3             |
| Finska singellistan                  | 1             |
| Franska singellistan                 | 18            |
| Tyska singellistan                   | 3             |
| Grekiska singellistan                | 4             |
| Ungerska singellistan                | 5             |
| Irländska singellistan               | 1             |
| Israeliska singellistan              | 4             |
| Italienska singellistan              | 1             |
| Japanska Oricon singellistan         | 1             |
| Tokio Hot 100                        | 10            |
| Latinameriska Topp 40                | 7             |
| Nya Zeeland RIANZ singellistan       | 17            |
| Norska singellistan                  | 1             |
| Portugisiska singellistan            | 4             |
| Spanska singellistan                 | 5             |
| Sverigetopplistan                    | 6             |
| Schweiziska singellistan             | 4             |
| Taiwan singellista                   | 1             |
| UK Singles Chart                     | 3             |
| Ukrainska singellistan               | 2             |
| USA Billboard Bubbling Under Hot 100 | 1             |
| USA Billboard Top 40 Mainstream      | 22            |
| USA Billboard Top 40 Tracks          | 34            |

#### Certifikat
| Land           | Certifikat | Antal sålda |
| -------------- | ---------- | ----------- |
| Australien     | Guld       | 35,000      |
| Norge          | Guld       | 5,000+      |
| Storbritannien | Silver     | 200,000     |

### Låtlista
| Europa/Australien CD-Singel (82876 652532/BVCQ-26305) 1. "My Prerogative" — 3:33 2. "My Prerogative" [Instrumental] — 3:33 3. "My Prerogative" [X-Press 2 Vocal Mix] — 7:19 4. "My Prerogative" [Armand Van Helden Remix] — 7:49 5. "My Prerogative" [X-Press 2 Dub] — 7:19 Japan CD-Singel (B0002YD7QI) 1. "My Prerogative" — 3:33 2. "My Prerogative" [Instrumental] — 3:33 3. "My Prerogative" [X-Press 2 Vocal Mix] — 7:19 4. "My Prerogative" [Armand Van Helden Remix] — 7:49 Storbritannien CD-Singel (82876 652572) 1. "My Prerogative" — 3:33 2. "Chris Cox Megamix"(Main Version) — 5:11 Storbritannien DVD-Singel (82876 652532) 1. "My Prerogative" (Video) 2. Photo Gallery Storbritannien Promo CD (82876 652252) 1. "My Prerogative" — 3:33 | Storbritannien Promo 12" Vinyl (82876 658481) - Side A: 1. "My Prerogative" [Armand Van Helden Remix] — 7:49 - Side B: 1. "My Prerogative" [X-Press 2 Vocal Mix] — 7:19 - Side C: 1. "Chris Cox Megamix" — 5:11 - Side D: 1. "My Prerogative" [X-Press 2 Dub] — 7:19 USA Promo CD (JDJ-648952) 1. "My Prerogative" — 3:33 2. "My Prerogative" [Call-Out Research Hook #1] — 0:09 3. "My Prerogative" [Call-Out Research Hook #2] — 0:10 |